# アダムズ家
アダムズ家（Adams family）は、18世紀後半から20世紀初頭までの期間にマサチューセッツ州に拠点を置き、多数の政治家を輩出したアメリカのイングランド系の名門一族である。アダムズ家以外に一族から2人のアメリカ合衆国大統領を輩出しているのはハリソン家、ルーズベルト家、ブッシュ家のみである。

## アダムズ家のメンバー

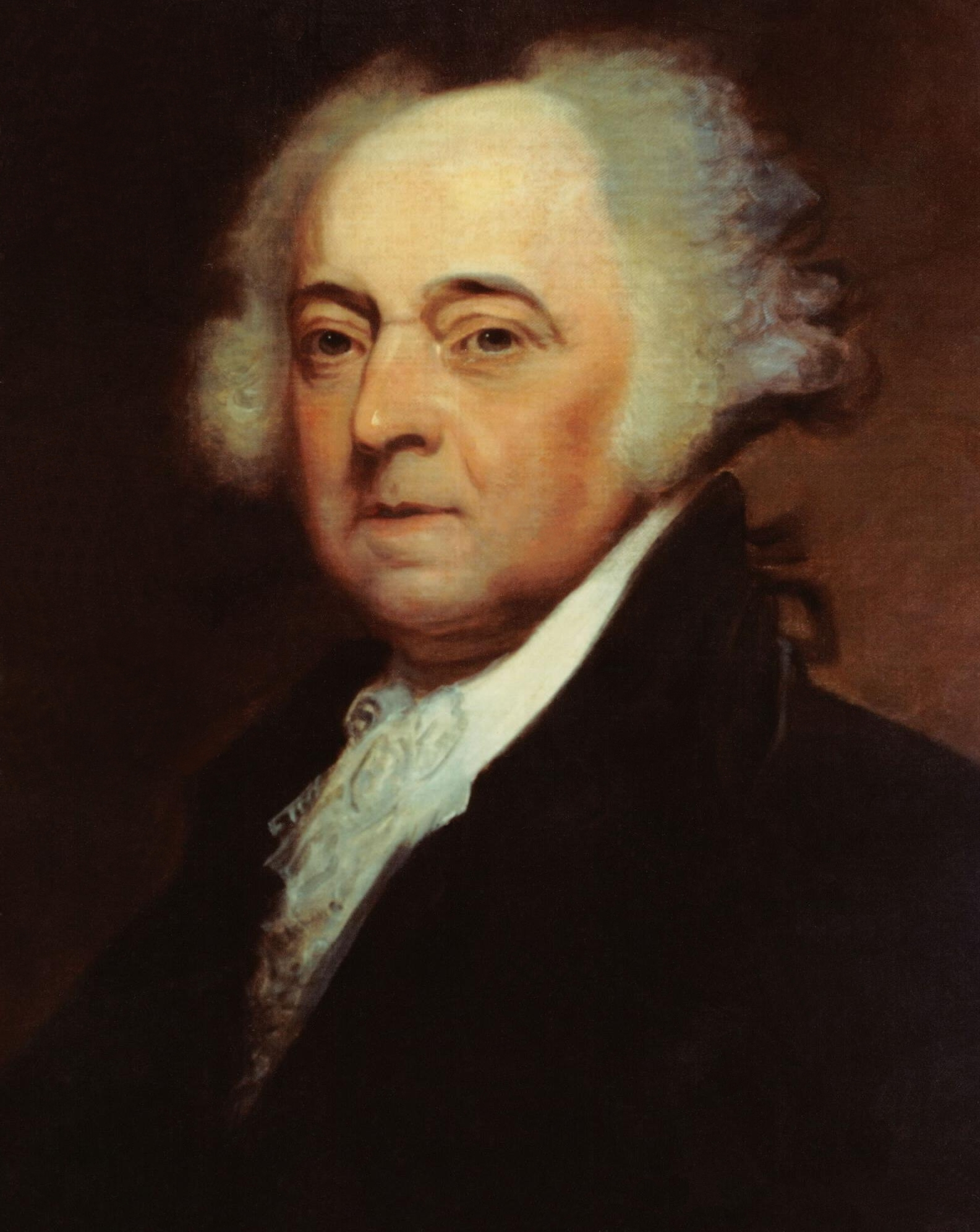
ジョン・アダムズ（第1世代）
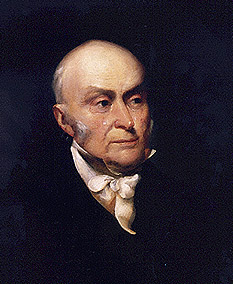
ジョン・クインシー・アダムズ（第2世代）
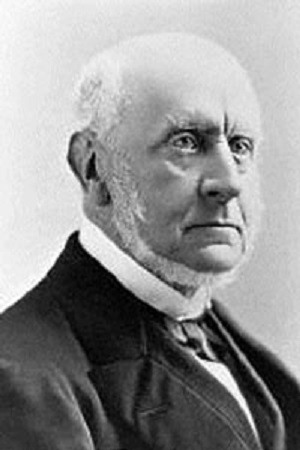
チャールズ・フランシス・アダムズ・シニア（第3世代）

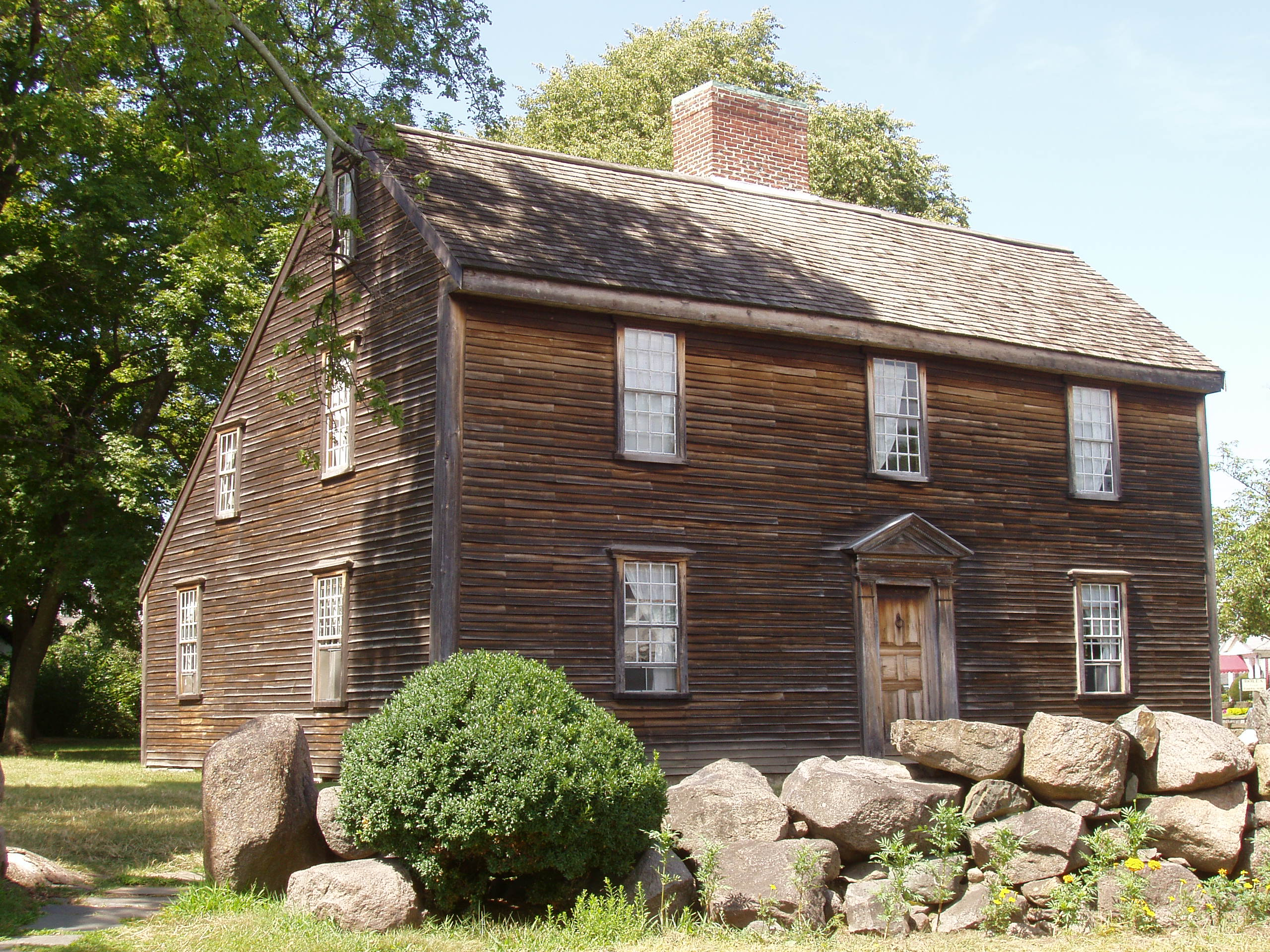
ジョン・アダムズ生家（マサチューセッツ州クインシー）

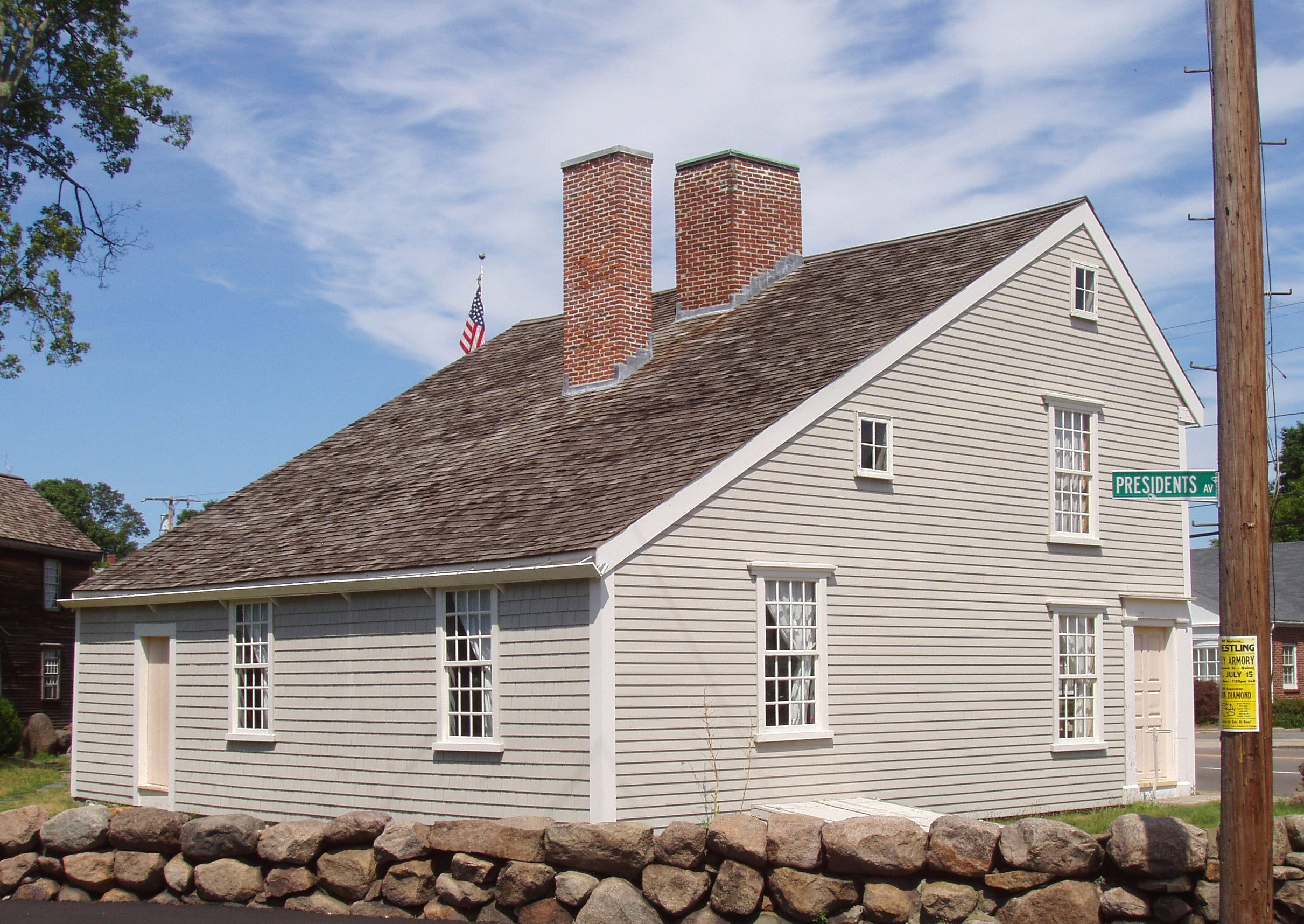
ジョン・クインシー・アダムズ生家（マサチューセッツ州クインシー）

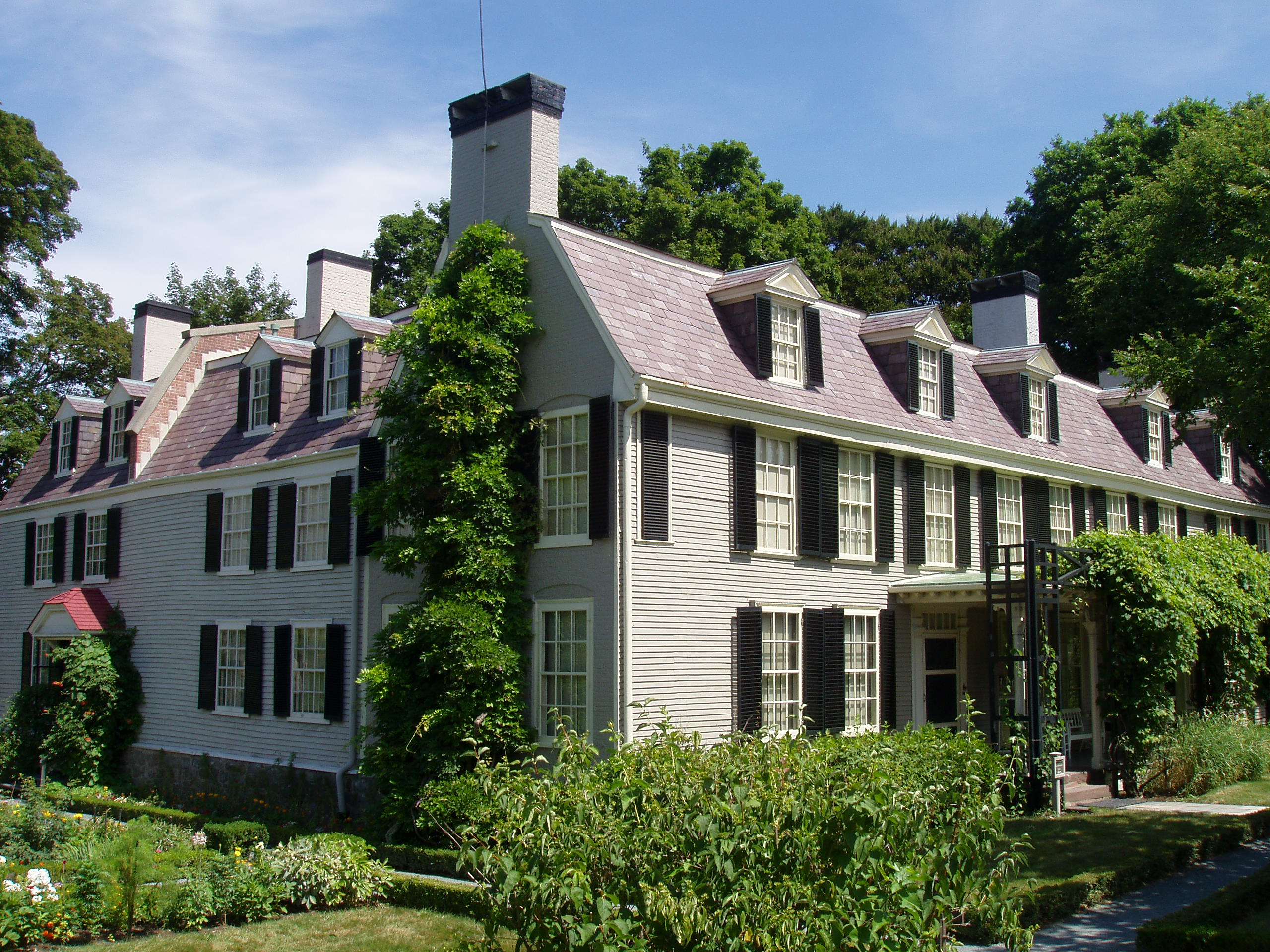
1788年にジョン・アダムズが購入した「ピースフィールド」（マサチューセッツ州クインシー）

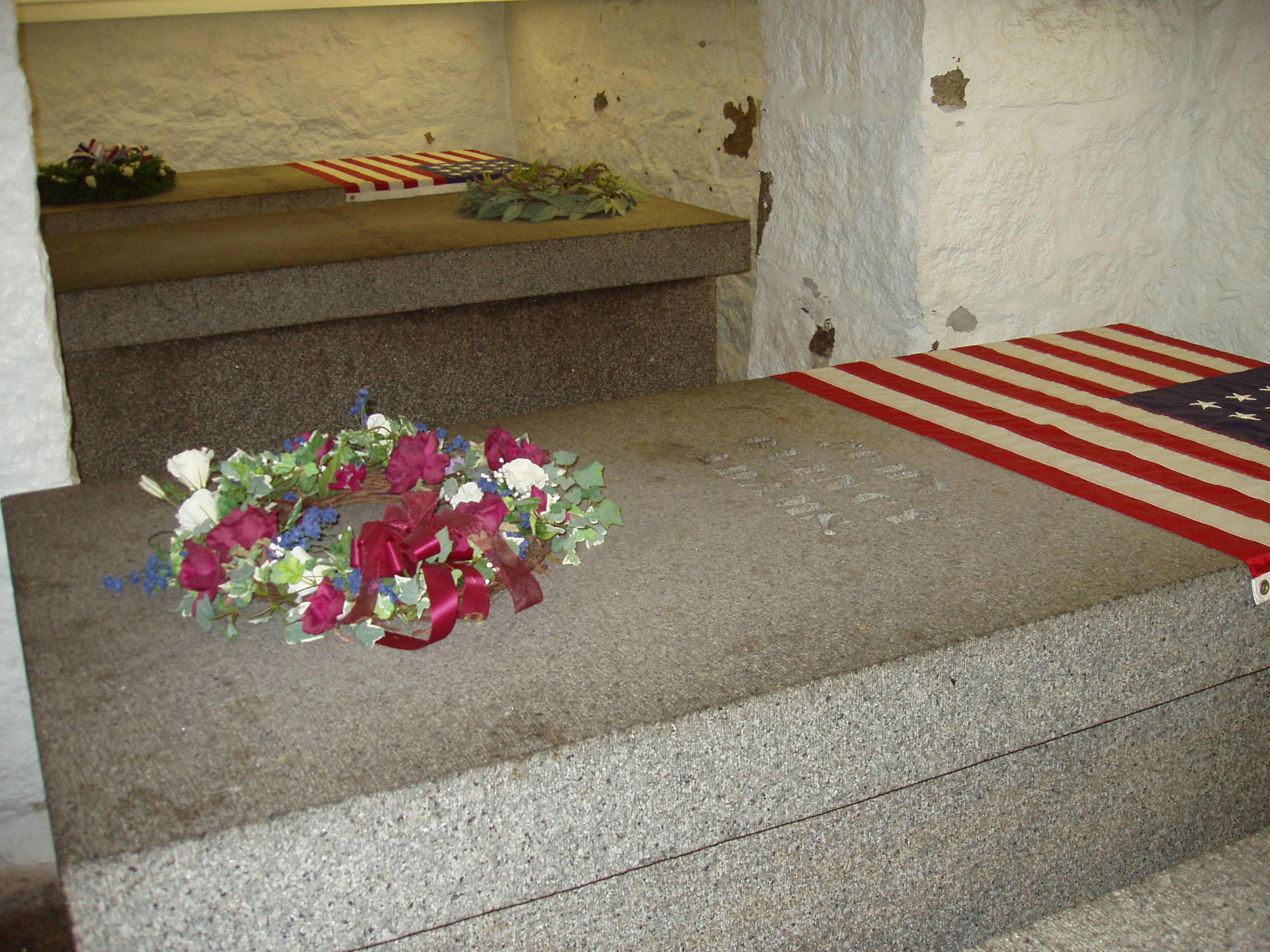
ユナイテッド・ファースト教区教会（マサチューセッツ州クインシー）地下のジョン・アダムズ（後方）とジョン・クインシー・アダムズ（前方）の墓。アビゲイル夫人、ルイーザ夫人（写真より手前）も埋葬されている

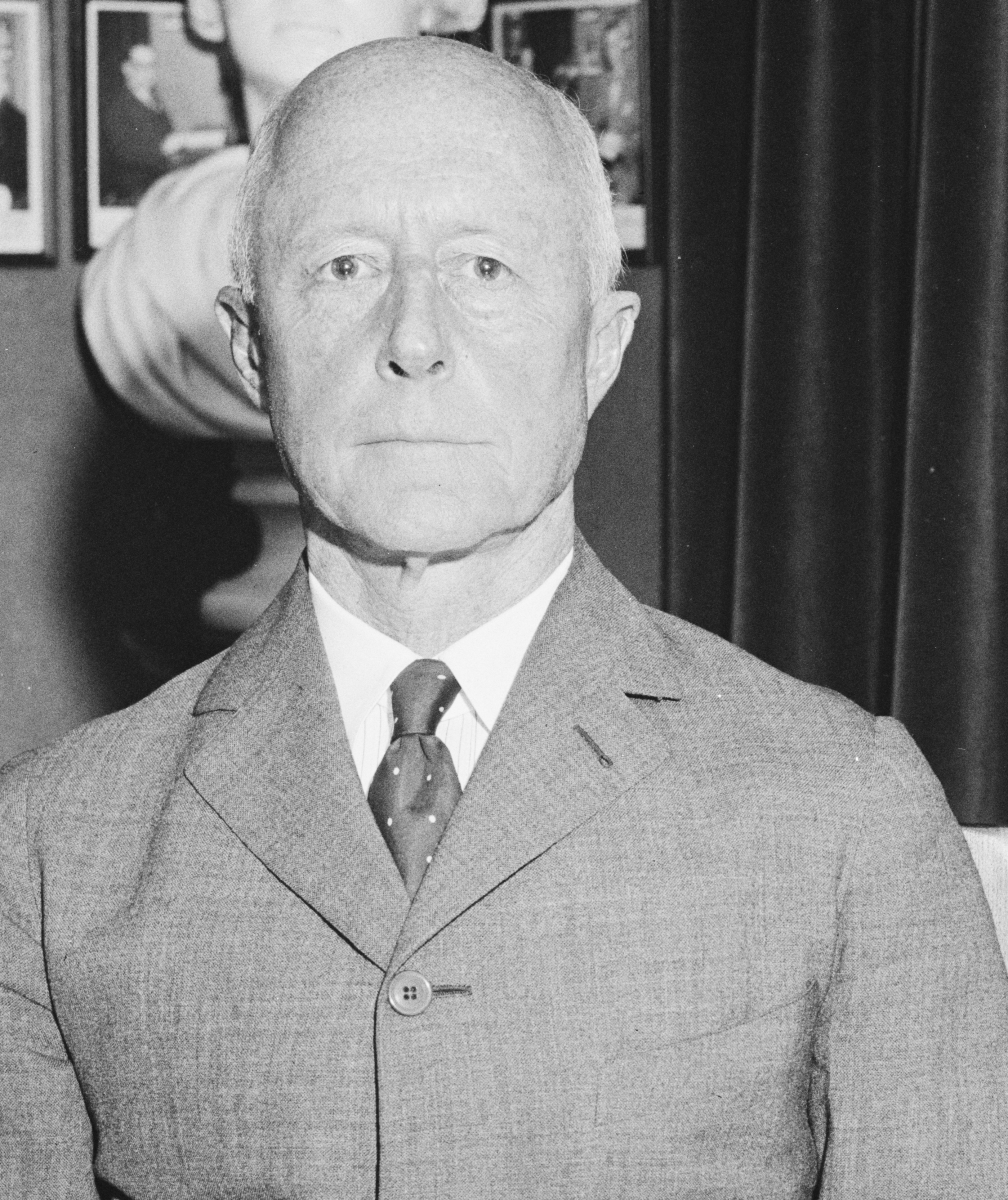
チャールズ・フランシス・アダムズ3世（第5世代）

### 祖先
- ヘンリー·アダムズ（英語版）（1583-1646）[1]イングランド生まれで、マサチューセッツ湾植民地の最初の入植者の一人。一族の祖先である。

### 第一世代
- ジョン・アダムズ・シニア（英語版）（1691-1761）と スザンナ・ボイルストン（英語版）（1708-1797）の子供。
  - ジョン・アダムズ （1735–1826）[2]第2代大統領。ファーストレディを務めるアビゲイル・アダムズ（旧姓スミス） (1744–1818)[3]と結婚。
  - エリフ・アダムズ（英語版）（1741-1775）アメリカ独立戦争で民兵を指揮したが、戦争初期に赤痢により、34歳で死去。

### 第二世代
- ジョン・アダムズとアビゲイル・アダムズの子供。
  - ジョン・クインシー・アダムズ（1767-1848）[4]第6代大統領。ファーストレディを務めるルイーザ・アダムズ（旧姓ジョンソン）（1775-1852）[5]と結婚。
  - チャールズ・アダムズ（英語版）（1770-1800）[6]ニューヨークの弁護士。急性アルコール中毒により、30歳で死去。
  - トーマス・ボイルストン・アダムズ（英語版）（1772-1832）[7]マサチューセッツ州の議員、裁判官。酒に溺れ、多額の借金を抱えていた。

### 第三世代
- ジョン・クインシー・アダムズとルイーザ・アダムズの子供。
  - ジョージ・ワシントン・アダムズ（1801-1829）[7]マサチューセッツ州の議員。酒やアヘンに溺れ、多額の借金を抱えていた。乗船していた汽船から海に身を投げて28歳で死去。
  - ジョン・アダムズ2世（英語版）（1803-1834）[7]ホワイトハウスで父の秘書を務めた。その後に故郷で一家が所有する製粉業を継いだが、経営に失敗。失明も経験した。急性アルコール中毒により、31歳で死去。
  - チャールズ・フランシス・アダムズ・シニア（1807-1886）[8]合衆国下院議員、在英特命全権公使。1848年の大統領選挙における自由土地党の副大統領候補。

### 第四世代
- チャールズ・フランシス・アダムズ・シニアの子供。
  - ジョン・クインシー・アダムズ2世（英語版）（1833-1894）マサチューセッツ州の議員、弁護士。
  - チャールズ・フランシス・アダムズ・ジュニア（1835-1915）南北戦争の正規軍准将、第8代ユニオン・パシフィック鉄道社長。
  - ヘンリー・ブルックス・アダムズ（1838-1918）歴史家、政治学者。代表作はピューリッツァー賞を受賞した『ヘンリー・アダムズの教育』。社交界の花形となるマリアン・アダムズ（英語版）（1843-1885自殺）と結婚。
  - ブルックス・アダムズ（英語版）（1848-1927）歴史家、政治学者。

### 第五世代
- ジョン・クインシー・アダムズ2世の子供。
  - ジョージ・カスパー・アダムズ（英語版）（1863-1900）ハーバード大学の著名なカレッジフットボールコーチ。
  - チャールズ・フランシス・アダムズ3世（1866-1954）クインシー市長、第44代海軍長官。

### 第六世代
- チャールズ・フランシス・アダムズ3世の子供。
  - チャールズ・フランシス・アダムズ4世（英語版）（1910-1999）初代レイセオン社社長。

### その他
- サミュエル・アダムズ（1722-1803）ジョン・アダムズの又従兄弟で、アメリカ合衆国建国の父の一人。第4代マサチューセッツ州知事。
- ハンナ・アダムズ（英語版）（1755-1831）女性の歴史家、神学者。
- トーマス・ボイルストン・アダムズ（英語版）（1910-1997）ビジネスエグゼクティブ、著作家。
- サミュエル・A・アダムズ（英語版）（1934-1988）歴史家、CIAのアナリスト。

大統領のミラード・フィルモア、ウィリアム・ハワード・タフト、カルビン・クーリッジや副大統領のディック・チェイニーは共通の祖先であるヘンリー・スクワイアを通してアダムズ家のメンバーと血縁関係にある。

## アダムズ家とハーバード大学
アダムズ家からはハーバード大学の卒業生が数多く出ている。
- サミュエル・アダムズ　1740年卒業
- ジョン・アダムズ　1755年卒業
- ジョン・クインシー・アダムズ　1788年卒業
- チャールズ・アダムズ（英語版）　1789年卒業
- トーマス・ボイルストン・アダムズ（英語版）　1790年卒業
- ジョージ・ワシントン・アダムズ　1821年卒業
- ジョン・アダムズ2世（英語版）　1823年放校処分
- チャールズ・フランシス・アダムズ・シニア　1825年卒業
- ジョン・クインシー・アダムズ2世（英語版）　1853年卒業
- チャールズ・フランシス・アダムズ・ジュニア　1856年卒業
- ヘンリー・ブルックス・アダムズ　1858年卒業
- ブルックス・アダムズ（英語版）　1870年卒業
- ジョージ・カスパー・アダムズ（英語版）　1886年卒業
- チャールズ・フランシス・アダムズ3世　1888年卒業
- ロジャー・アダムズ（英語版）　1909年卒業
- チャールズ・フランシス・アダムズ4世（英語版）　1932年卒業
- トーマス・ボイルストン・アダムズ（英語版）　1933年卒業のクラス（卒業せず）[10]
- サミュエル・A・アダムズ（英語版）　1955年卒業

ハーバード大学の12の寮の一つは「アダムズハウス」と名付けられ、フランクリン・ルーズベルト（第32代大統領）やヘンリー・キッシンジャー（第56代国務長官）も大学時代はこの寮で暮らしていた。